# Thomas Joseph Thyne
T.J. Thyne, geboren als Thomas Joseph Thyne (Boston, 7 maart 1975), is een Amerikaans acteur. Zijn grootste rol tot nu toe is die van Dr. Jack Hodgins in de FOX-hitserie Bones. Ook heeft hij enkele kleinere rollen gespeeld, waaronder die van Jason Girard in 24.
Thyne is in 2014 getrouwd met Leah Park.

## Televisiecarrière
- Castle (1 aflevering, 2010)
- Bones (2006–2017)
- 24 Jason Girard (1 aflevering, 2005)
- The O.C. Larry Bernstein (1 aflevering, 2005)
- Huff Neil (3 afleveringen, 2004–2005)
- Walker, Texas Ranger Wallace "The Wizard" Slausen (4 afleveringen, 2000)
- Friends (1 aflevering, 1998)
- Angel (3 afleveringen, 2003–2004)
- NCIS (1 aflevering, 2004)

Cold case 
Seisoen 1 aflevering 20 "greed" Kip Crowley 2004

## Filmcarrière
- Getting Played (2005)
- Raise Your Voice (2004)
- Rent-a-Person (2004)
- Something's Gotta Give (2003)
- Exposed (2003)
- How High (2001)
- Ghost World (2001)
- Heartbreakers (2001) (niet op de aftiteling)
- What Women Want (2000)
- The Grinch(2000)
- The Adventures of Rocky & Bullwinkle (2000) (niet op de aftiteling)
- Preston Tylk (2000)
- Erin Brockovich (2000)
- I Am on Film (2000)
- The Sky Is Falling (2000)
- Critical Mass (2000)
- Love Her Madly (2000)
- Scriptfellas (1999)
- EDtv (1999) (als T.J. Tyne)

## Overige
- Thyne heeft al eens met zijn medespeler David Boreanaz uit Bones gespeeld. In het vijfde seizoen van de serie Angel speelde hij een advocaat.